# Efedrina
L'efedrina (formula bruta: C10H15NO) è un alcaloide presente nelle piante del genere Ephedra. Come la feniletilamina, l'efedrina ha una struttura chimica simile alle anfetamine.
Le piante del genere Ephedra sono usate nella medicina tradizionale dei popoli indigeni per scopi medicinali; l'Ephedra potrebbe essere la pianta del soma della religione indo-iraniana. I suoi principi attivi sono gli alcaloidi efedrina e pseudoefedrina.
L'efedrina è un simpaticomimetico ad azione mista. La sua stereochimica ne caratterizza l'uso. Ha due centri stereogenici sulla catena bicarboniosa che creano quattro possibili stereoisomeri tutti più o meno attivi. L'efedrina racemica (±) è una miscela degli enantiomeri eritro (1R,2S e 1S,2R), mentre la coppia di enantiomeri treo (1R,2R e 1S,2S) è nota come pseudoefedrina racemica (ψ-efedrina). La (-)-efedrina è l'isomero presente in natura e ha configurazione assoluta 1R,2S con un'attività mista su entrambi i recettori α e β ed una modesta attività indiretta. Il suo enantiomero (+) 1S,2R possiede principalmente attività indiretta.

## Usi clinici
Nella medicina tradizionale cinese, l'efedra è stata usata per secoli nel trattamento di asma e bronchite. L'efedrina fu scoperta ed isolata dal farmacista giapponese Nagai Nagayoshi nel 1885.

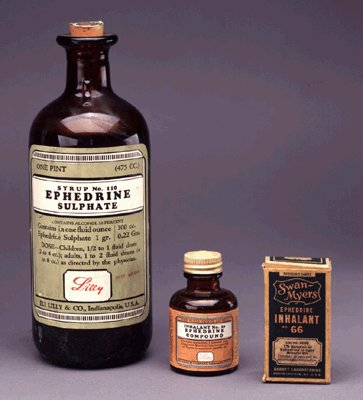
Boccette risalenti a fine XIX inizio XX secolo contenenti efedrina

L'efedrina continua ad essere usata per via endovenosa nell'inversione di ipotensione dovuta all'anestesia spinale/epidurale. È anche usata per altri stati ipotensivi, ad esempio quelli causati da dosi eccessive di farmaci di bloccaggio ganglionico, agenti antiadrenergici, o altri farmaci che abbassano la pressione sanguigna.
L'efedrina è stata ampiamente usata nel passato come decongestionante nasale e broncodilatatore nel trattamento dell'asma.
Continua ad essere usata per queste indicazioni in naturopatia, medicina popolare e fitomedicina, benché la popolarità stia diminuendo in seguito alla disponibilità di agenti più selettivi per queste indicazioni: il ruolo dell'efedrina nella congestione nasale in gran parte è stato sostituito dagli agonisti adrenergici più potenti (per esempio oximetazolina). Il ruolo dell'efedrina nell'asma è stato sostituito quasi interamente dagli agonisti del recettore beta-adrenergico (per esempio salbutamolo).
L'efedrina è contenuta in molti prodotti ad "azione dimagrante". Una delle caratteristiche più interessanti di questa sostanza, simile ma più potente di quella esercitata dalla caffeina, riguarda la capacità di accelerare il metabolismo stimolando la secrezione di catecolamine. La Food and Drug Administration statunitense ritiene che alcuni di questi prodotti possano essere pericolosi, e ha vietato la vendita (anche se non il possesso) di tutti i "supplementi dietetici" contenenti efedrina. Gli effetti collaterali più gravi che sono stati associati all'efedrina sono dovuti all'aumento della pressione sanguigna, che può causare un ictus cerebrale o un infarto cardiaco.

### Abuso
È noto che l'efedrina accelera alcuni processi cognitivi con meccanismi similari a quelli prodotti dalla caffeina. Studenti ed impiegati hanno usato l'efedrina (assimilandola spesso attraverso il tè di efedra) per questo scopo. L'abuso di efedrina determina importanti effetti a livello del sistema nervoso centrale, causando irrequietezza, nervosismo, allucinazioni, insonnia e psicosi. Può inoltre determinare dipendenza.

## Status giuridico
L'efedrina può essere usata nella sintesi della metanfetamina tramite riduzione chimica; ciò ha fatto diventare l'efedrina il precursore chimico nella fabbricazione illecita di metanfetamina. Con un processo chimico ancora più facile, l'efedrina può essere usata come precursore diretto per la sintesi di metcatinone. In ambito sportivo, è considerata sostanza dopante dalla WADA (World Anti Doping Agency) a causa dei suoi effetti stimolanti.

### In Italia
Il ministero della Salute Italiana aveva seguito la scia della Food and Drug Administration mettendo al bando l'efedrina nel 2 dicembre 2015, vietandone così la vendita nelle preparazioni a scopo dimagrante. Decisive nella decisione furono le conclusioni dell'AIFA che attribuiva alla sostanza diverse e sospette reazioni avverse.
Il 10 gennaio 2017 il Tar del Lazio, accogliendo un ricorso, ha però annullato tale provvedimento e reso legale la vendita dei preparazioni galeniche a base di efedrina a fini dimagranti, causa un difetto di istruttoria riscontrato nel decreto ministeriale.